# سيزانو

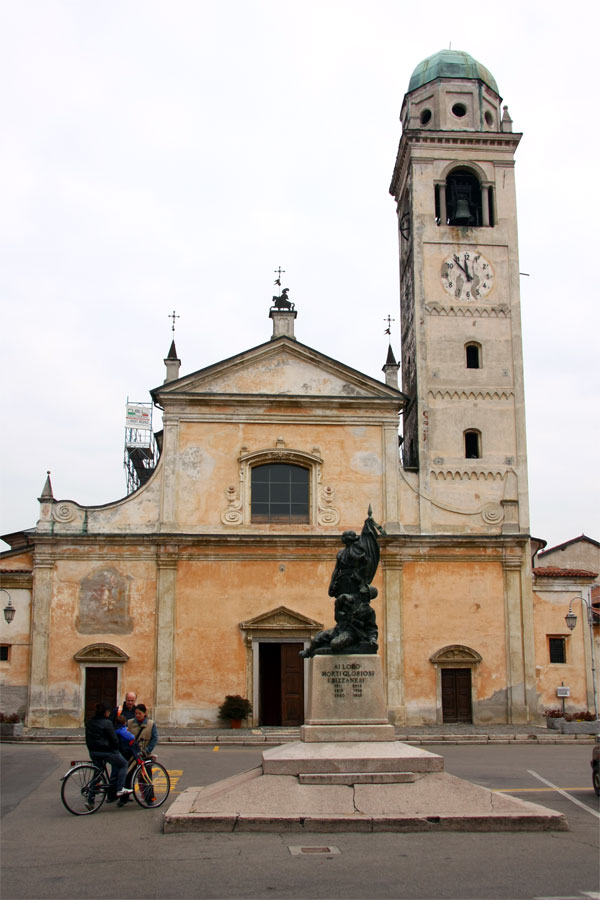
كنيسة الرعية

سيزانو؛ هي بلدية في مقاطعة نوفارا في المنطقة الإيطالية بيدمونت، وتقع على بعد حوالي 80 كيلومترًا (50 ميلًا) شمال شرق تورين وحوالي 20 كيلومترًا (12 ميلًا) شمال غرب نوفارا. اعتبارًا من 31 ديسمبر 2004، كان عدد سكانها 1،452 نسمة ومساحتها 10.5 كيلومتر مربع (4.1 ميل مربع). 
تقع سيزانو على حدود البلديات التالية: كاربينيانو سيسيا و Cavaglio d'Agogna وفارا نوفاريس وكيمي.

## وثيقة سيزانو
كومونة سيزانو هي موطن لنبيذ دينومينزيوني دي أوريجين كونترولاتا (DOC) الذي يضم 20 هكتارًا (50 فدانًا) ينتج نبيذًا أحمر واحدًا. النبيذ عبارة عن مزيج من 40 إلى 60٪ نيبيولو (المعروف محليًا باسم سبانا ) ، و 15 إلى 40٪ فيسبولينا وما يصل إلى 25٪ عنب نادر (المعروف محليًا باسم 'بوناردا نوفاريس ). يجب حصاد جميع أنواع العنب المخصصة لإنتاج نبيذ الكربون العضوي القابل للتحلل حتى لا تزيد الغلة عن 10 طن / هكتار. يجب أن يتم تقادم النبيذ في البراميل لمدة عامين على الأقل مع عام إضافي آخر من التقادم في الزجاجة قبل طرحه للجمهور. يجب أن يصل النبيذ النهائي إلى مستوى كحول لا يقل عن 12٪ حتى يتم تمييزه بتسمية Sizzano DOC. 